# San Zaia
San Zaia (in siriaco ܡܪܝ ܙܝܥܐ) (Palestina, 26 maggio 309 – Jilu, 7 gennaio 431) è stato un santo siriaco.

## Biografia
Nativo della Palestina, ha predicato la dottrina nestoriana da Gerusalemme a Baghdad, passando per Mosul e, infine, fondando un piccolo villaggio nel Jilu, nell'odierna Provincia di Hakkâri, che, alla sua morte, prenderà il suo nome : verrà sepolto in una chiesa che gli verrà dedicata, si tratta di una delle chiese più antiche del mondo assiro oltre che sede vescovile della chiesa nestoriana.

## Nel culto e nella tradizione siriaca
Figura di spicco nel mondo siriaco, la sua morte è commemorata con uno dei digiuni minori, tre giorni dopo la seconda domenica di Natale. Nelle chiese siriache non cattoliche viene commemorato con una dukhrana il giorno della sua morte.
Nell'area di Jilu vi è una preghiera, tradizionalmente attribuita a San Zaia, dove in prima persona prega per proteggere gli abitanti della zona dalla carestia e da altri disastri naturali.